# Kékmellű gyurgyalag
A kékmellű gyurgyalag (Merops variegatus) a madarak osztályának a szalakótaalakúak (Coraciiformes) rendjéhez, ezen belül a gyurgyalagfélék (Meropidae) családjához tartozó faj.

## Rendszerezése
A fajt Louis Pierre Vieillot francia ornitológus írta le 1817-ben.

## Alfajai
- Merops variegatus bangweoloensis (Grant, 1915)
- Merops variegatus lafresnayii Guerin-Meneville, 1843
- Merops variegatus loringi (Mearns, 1915)
- Merops variegatus variegatus Vieillot, 1817[2]

## Előfordulása
Afrikában, Angola, Burundi, Kamerun, a Kongói Demokratikus Köztársaság, a Kongói Köztársaság, Egyenlítői-Guinea, Eritrea, Etiópia, Gabon, Kenya, Nigéria, Ruanda, Szudán, Tanzánia, Uganda és Zambia területén honos.
Természetes élőhelyei a szubtrópusi és trópusi hegyi esőerdők, lombhullató erdők, magaslati legelők és cserjések, valamint édesvízi mocsarak, tavak, folyók és patakok környékén. Állandó, nem vonuló faj.

## Megjelenése
Testhossza 18–21 centiméter, testtömege 20–25 gramm.
|  |

## Életmódja
Rovarokkal, többnyire méhekkel táplálkozik.

## Természetvédelmi helyzete
Az elterjedési területe rendkívül nagy, egyedszáma pedig stabil. A Természetvédelmi Világszövetség Vörös listáján nem fenyegetett fajként szerepel.